# Kasim Paša
Kasim Paša ali Kasem Paša (turško Kasım Paşa) je bil albanski osmanski general in guverner (beglerbeg) Rumelije in eden od poveljnikov osmanskih sil med križarskim pohodom na Varno  (1443–1444), * neznano, † neznano.
Ko je János Hunyadi leta 1442 porazil rumeljskega beglerbega in vezirja Hadima Šehabeddina, ga je na obeh položajih zamenjal Kasim Paša.

## Križarski pohod na Varno
János Hunyadi je na začetku križarskega pohoda prečil Donavo in se ob reki Moravi odpravil proti jugu, da bi napadel sile Kasim Paše, preden bi Osmansko cesarstvo mobiliziralo celo vojsko. Med bitko pri Nišu leta 1443 je pri Aleksincu porazil 12.000 konjenikov pod poveljstvom Kasim Paše. Poražena umikajoča se osmanska vojska Kasim Paše in Turahan Bega je požgala vse vasi med Nišem in Sofijo. Turakan Beg in Kasim Paša sta se spet srečala v Sofiji, od koder je Kasim poslal glasnika v Edirne, da bi opozoril sultana na napad križarske vojske.
Kasim Paša je poveljeval osmanski vojski, ki je po bitki na Zlatici konec leta 1443 zasledovala poraženo krščansko vojsko. Njegova vojska je bila 24. decembra 1444 poražena v bitki pri Melštici blizu Sofije. Krščanska vojska je ujela veliko osmanskih častnikov.
Med Kasimom in Turahanom je obstajala velika vzajemna  mržnja. Nekateri osmanski viri krivijo Turahana za Kasimov poraz pri Melštici in trdijo, da je srbski despot Đurađ Branković podkupil Turahana, da ni sodeloval v bitki, ki se je končala s porazom njegovega tekmeca Kasima.
Ko je sultan Mehmed II. aretiral  Turahan Bega, se je Kasim Paša pritožil  Čandarlı Halil Paši in zahteval, da aretira tudi Turahanove podrejene častnike. Njegova pritožba je bila zavrnjena, zato je Kasim Paša odstopil s položaja beglerbega Rumelije.

## Vir
- Jefferson, John (2012). The Holy Wars of King Wladislas and Sultan Murad: The Ottoman-Christian Conflict from 1438-1444. BRILL. ISBN 978-90-04-21904-5.

| Politične funkcije           | Politične funkcije                        | Politične funkcije |
| ---------------------------- | ----------------------------------------- | ------------------ |
| Predhodnik: Hadim Šehabeddin | Beglerbeg Rumeljskega ejaleta 1442 — 1442 | Naslednik: neznano |